# سیکستن یرنبرگ

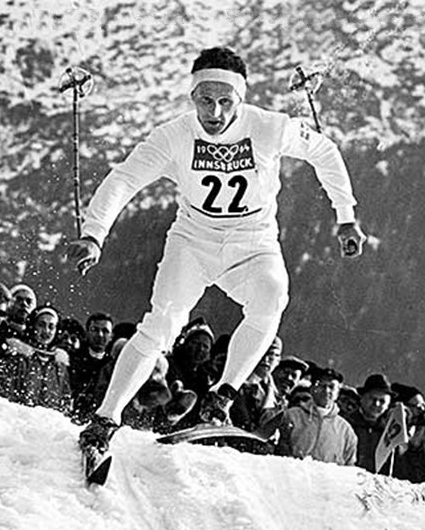

سیکستن یرنبرگ (به سوئدی: Sixten Jernberg) ‏ (۱۹۲۹-۲۰۱۲) با نام کامل ادی سیکستن یرنبرگ (Edy Sixten Jernberg)ورزشکار مرد رشتهٔ اسکی صحرانوردی اهل کشور سوئد است.
وی در بین سال‌های ‎۱۹۵۶ تا ۱۹۶۴ میلادی در مسابقات بازی‌های المپیک زمستانی در مجموع ۹ مدال، شامل ۴ مدال طلا ، ۳ نقره و ۲ برنز را کسب کرد.